# Nové Hrady (district d'Ústí nad Orlicí)
Pour les articles homonymes, voir Nové Hrady.
Nové Hrady (en allemand : Neuschloß) est une commune du district d'Ústí nad Orlicí, dans la région de Pardubice, en République tchèque. Sa population s'élevait à 308 habitants en 2024.

## Géographie
Nové Hrady se trouve à 12 km au sud de Vysoké Mýto, à 23 km au sud-ouest d'Ústí nad Orlicí, à 33 km à l'est de Pardubice et à 125 km à l'est-sud-est de Prague.

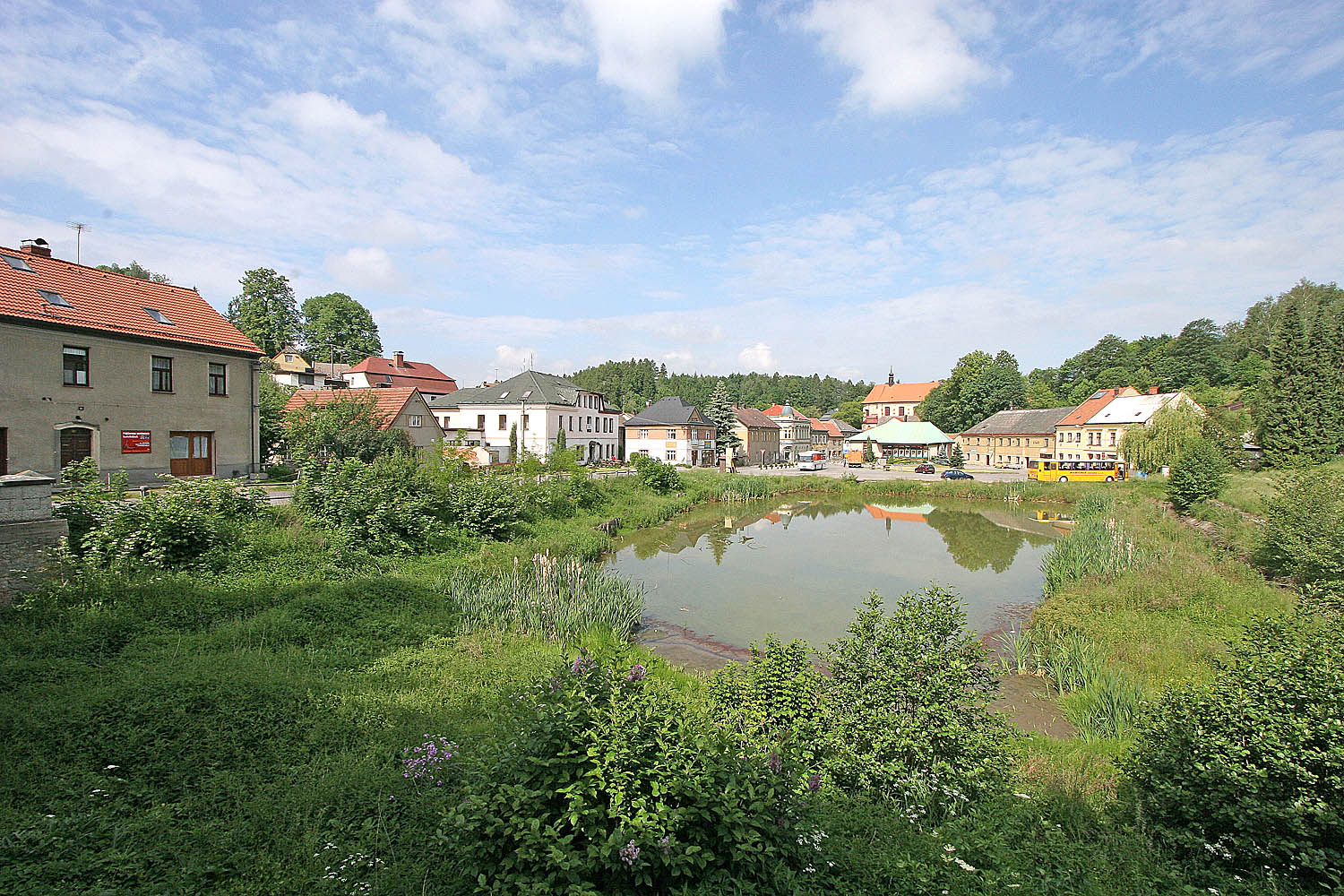
Nové Hrady. : centre.

La commune est limitée par Leština à l'ouest et au nord, par Příluka au nord-est, Chotovice et Nová Ves u Jarošova à l'est, par Bor u Skutče au sud, et par Zderaz au sud-ouest.

## Histoire
La première mention écrite de la localité date de 1293.

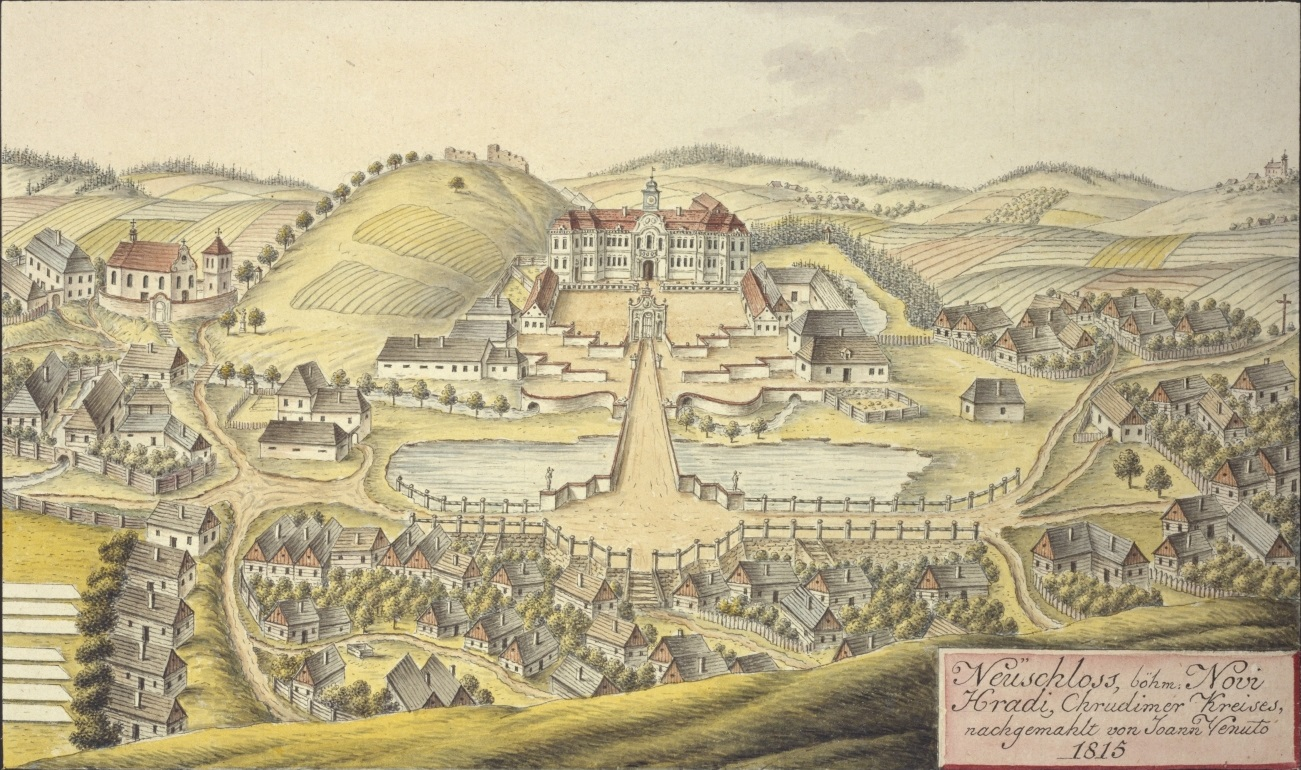
Château de Nove Hrady en 1815, par Joann Venuto.

## Administration
La commune se compose de trois sections :
- Nové Hrady
- Mokrá Lhota
- Rybníček

## Transports
Par la route, Nové Hrady trouve à 16 km de Litomyšl, à 16 km de Vysoké Mýto, à 31 km d'Ústí nad Orlicí, à 44 km de Pardubice et à 157 km de Prague. 